# 松萝凤梨
松蘿鳳梨（學名：Tillandsia usneoides）為菠蘿科空氣鳳梨屬下的一個種，英文俗称“西班牙藓”（Spanish moss），在法属波利尼西亚俗称“老人须”（grandpa's beard）。